# 河村塔
河村塔（かわむら とう、新ペンネーム：河村塔王、読み同じ 1976年（昭和51年）8月15日 - ）は日本の漫画原作者。千葉県千葉市出身。
「月刊Gファンタジー」（エニックス・現：スクウェア・エニックス）2002年6月号掲載の読切『ゆらふるべ』（作画：坂本あきら）でデビュー。

## 作品リスト

### 漫画原作

#### 河村塔名義
- ゆらふるべ（原作）全3巻 作画：坂本あきら（月刊Gファンタジーコミックス）
- 水（原案協力） 漫画：ミサトモコ（コミックZERO-SUM増刊WARD 2007年SPRING号掲載）

#### 河村塔王名義
- 御伽楼館（台詞一部執筆・取材協力）全2巻 漫画：天乃咲哉（芳文社）
- 此花亭奇譚（冒頭の詩を執筆）全2巻 漫画：天乃咲哉（一迅社）

### 小説
- 「　、　。」 （暗黒通信団）

## 外部LINKS
- ICU in WIRED (作者公式HP)
- 「ゆらふるべ」書籍情報 (SQUARE ENIXサイト)
- ツイッター